# Nagan Raya
Nagan Raya ist ein indonesischer Regierungsbezirk (Kabupaten) auf der Insel Sumatra. Er liegt im westlichen Zentrum der indonesischen Provinz und Sonderregion Aceh und zählte zur Jahresmitte 2023 174.326 Einwohner (86.654 Frauen und 87.672 Männer). Damit rangiert er auf Rang 7 aller Kabupaten der Provinz Aceh. Flächenmäßig erreicht Nagan Raya mit 3.524,16 Quadratkilometern Rang 11. Mit einer Bevölkerungsdichte von 49,5 Einwohnern pro Quadratkilometer nimmt der Bezirk einen hinteren Platz in der Provinz Aceh ein (16 von 18).

## Geographie und Lage
Nagan Raya erstreckt sich zwischen 3°43′50″ und 4°37′55″ n. Br. sowie zwischen 96°11′23″ und 96°47′58″ ö. L. Der Bezirk grenzt im Nordwesten an Aceh Barat, im Nordosten an Aceh Tengah, im Osten an Gayo Lues sowie im Südosten an Aceh Barat Daya. Im Süden bzw. Südwesten bildet die ca. 70 Kilometer lange Küstenlinie des Indischen Ozeans eine natürliche Grenze.

### Klima
Im Bezirk herrscht, wie in ganz Indonesien, tropisches Regenwaldklima (feuchttropisches Klima), es gibt eine trockene Jahreszeit und die Regenzeit. Am kühlsten war es mit 22,9 °C im Oktober 2020, am wärmsten dagegen im März (32,8 °C), bei einer durchschnittlichen Temperatur von ca. 27 Grad. März und Juni waren die Monate mit der geringsten Luftfeuchtigkeit (72 %), während Januar, Februar und Oktober 98 % erreichten. Im Juni fielen nur 152 mm Regen (10 Tage), der Juli brachte es auf 739 mm (an 19 Tagen). Im November und Dezember des Jahres 2020 gab es 21 Regentage. Die Sonne schien am wenigsten im September (41 %) und am häufigsten im Januar 2020 (82 %).

## Verwaltungsgliederung
Administrativ unterteilt sich der Kabupaten Nagan Raya in 10 Distrikte (Kecamatan) mit 222 Dörfern (indonesisch Gampong oder Kampung) und 764 Weilern (indonesisch Dusun). Die Dörfer (10 davon städtisch) sind in 30 Mukim (oder Kemukiman) zusammengefasst. 17 Gampong haben Zugang zum Meer.
| Code 1   | Kecamatan Distrikt         | Ibu Kota Verwaltungssitz | Fläche (km²) | Einw. 2010 2 | Volkszählung 2020 | Volkszählung 2020 | Volkszählung 2020 | Anzahl der |
| Code 1   | Kecamatan Distrikt         | Ibu Kota Verwaltungssitz | Fläche (km²) | Einw. 2010 2 | Einw. 3           | 0Dichte 40        | Sex Ratio 5       | Gampong    |
| -------- | -------------------------- | ------------------------ | ------------ | ------------ | ----------------- | ----------------- | ----------------- | ---------- |
| 11.15.01 | Kuala                      | Ujong Fatihah            | 120,89       | 18.540       | 22.350            | 184,9             | 102,32            | 17         |
| 11.15.02 | Seunagan                   | Jeuram                   | 56,73        | 14.464       | 15.924            | 280,7             | 98,83             | 35         |
| 11.15.03 | Seunagan Timur             | Keude Linteung           | 251,61       | 12.160       | 13.977            | 55,6              | 98,73             | 34         |
| 11.15.04 | Beutong                    | Keude Seumot             | 1.017,32     | 14.228       | 13.701            | 13,5              | 101,04            | 24         |
| 11.15.05 | Darul Makmur               | Alue Bilie               | 1.027,93     | 46.954       | 49.412            | 48,1              | 103,57            | 40         |
| 11.15.06 | Suka Makmue                | Lueng Baro               | 51,56        | 8.022        | 9.931             | 192,6             | 98,30             | 19         |
| 11.15.07 | Kuala Pesisir              | Padang Rubek             | 76,34        | 14.110       | 17.338            | 227,1             | 105,06            | 16         |
| 11.15.08 | Tadu Raya                  | Alue Bata                | 347,19       | 11.185       | 14.731            | 42,4              | 103,52            | 22         |
| 11.15.09 | Tripa Makmur               | Kabu                     | 189,41       | -            | 9.038             | 47,7              | 100,98            | 11         |
| 11.15.10 | Beutong Ateuh Banggalang00 | Kuta Teungoh             | 405,92       | -            | 1.990             | 4,9               | 103,48            | 4          |
| 11.15    | Kab. Nagan Raya            | Kab. Nagan Raya          | 3.544,90     | 139.663      | 168.392           | 47,5              | 102,02            | 222        |

## Demographie
Zur siebten Volkszählung im September 2020 (indonesisch Sensus Penduduk – SP2020) lebten in Nagan Raya 168.392 Menschen, von denen 83.353 (49,50 %) Frauen waren. In den zehn Jahren zwischen den beiden Volkszählungen 2010 und 2020 stieg der Frauenanteil um 0,05 % (Zensus 2010: 69.057 Frauen ÷ 70.606 Männer).
Die Mehrheit der Einwohner sind Muslime. Die Anzahl der Christen (2022: 495 Protestanten, 50 Katholiken) und Buddhisten (26) ist unbedeutend. 2020 standen den Muslimen 236 Moscheen (indonesisch Masjid) und 148 Gebetsräume (indonesisch Mushola) zur Verfügung.

### Soziale Daten 2020
| Merkmal                                                          | Kabupaten | 0Provinz Aceh0 |
| ---------------------------------------------------------------- | --------- | -------------- |
| Bev. unterh. der Armutsgrenze (Tsd.)0                            | 29,99     | 814,91         |
| Anteil der „armen Bevölkerung“ (indonesisch Penduduk miskin) (%) | 17,70     | 014,99         |
| Arbeitslosenrate (%)                                             | 05,11     | 006,59         |
| Lebenserwartung (in Jahren)                                      | 69,22     | 069,93         |
| HDI-Index                                                        | 69,18     | 071,99         |
| Analphabetenrate (in %, > 15 J.)                                 | 02,95     | 001,75         |
| Abhängigenquotient (%)                                           | 45,17     | 048,71         |
| Anteil der Altersgruppen                                         | 0Real0    | 0Prozentual0   |
| Kinder (<15 J.)                                                  | 42.7090   | 025,36         |
| arbeitsfähige Bevölkerung (15–64 J.)                             | 115.9970  | 068,89         |
| Rentner und Pensionäre (>65 J.)                                  | 09.6860   | 005,75         |

### Aktuelle Bevölkerungsdaten vom Jahresende 2022
Nachfolgende Tabelle gibt den Einwohnerstand per 31. Dezember 2022 wieder.
| Kecamatan                  | Fläche km² | Einwohner gesamt | Männer | Frauen | Dichte Einw. je km² | Sex Ratio (100 M/F) |
| -------------------------- | ---------- | ---------------- | ------ | ------ | ------------------- | ------------------- |
| Kuala                      | 84,23      | 22.841           | 11.550 | 11.291 | 271,2               | 102,29              |
| Seunagan                   | 47,32      | 16.379           | 8.148  | 8.231  | 346,1               | 98,99               |
| Seunagan Timur             | 225,77     | 14.557           | 7.205  | 7.352  | 64,5                | 98,00               |
| Beutong                    | 1.340,42   | 14.105           | 7.007  | 7.098  | 10,5                | 98,72               |
| Darul Makmur               | 1.059,02   | 50.497           | 25.601 | 24.896 | 47,7                | 102,83              |
| Suka Makmue                | 56,26      | 10.216           | 5.012  | 5.204  | 181,6               | 96,31               |
| Kuala Pesisir              | 75,32      | 17.933           | 9.131  | 8.802  | 238,1               | 103,74              |
| Tadu Raya                  | 406,57     | 15.287           | 7.704  | 7.583  | 37,6                | 101,60              |
| Tripa Makmur               | 125,20     | 9.431            | 4.741  | 4.690  | 75,3                | 101,09              |
| Beutong Ateuh Banggalang00 | 21,75      | 2.070            | 1.042  | 1.028  | 95,2                | 101,36              |
| Kab. Nagan Raya            | 3.441,86   | 173.316          | 87.141 | 86.175 | 50,4                | 101,12              |

## Geschichte
Der Regierungsbezirk Nagan Raya entstand im April 2002 durch Ausgliederung von fünf Kecamatan aus dem Bezirk Aceh Barat. Diese Kecamatan  waren Beutong, Darul Makmur, Kuala, Seunagan und Seunagan Timur. Bis zum heutigen Stand wurden daraus fünf weitere Kecamatan durch Abspaltung von Gampong aus diesen gebildet:
- Suka Makmue mit 19 Gampong (in 2 Kemukiman) vom Kec. Seunagan[6]
- Kuala Pesisir mit 16 Gampong (in 3 Kemukiman) vom Kec. Kuala[6]
- Tadu Raya mit 22 Gampong (in 2 Kemukiman) vom Kec. Kuala[6]
- Beutong Ateuh Banggalang mit 4 Gampong vom Kec. Beutong[7]
- Tripa Makmur mit 11 Gampong (in 2 Mukim) aus dem Kec. Darul Makmur[8]

Obwohl die beiden letzten Kecamatan schon vor dem Zensus 2010 existierten, konnte ihre Einwohnerzahlen nicht berücksichtigt werden. Diese sind noch beim „Mutter“-Kecamatan enthalten.